# Parque Nacional de Őrség

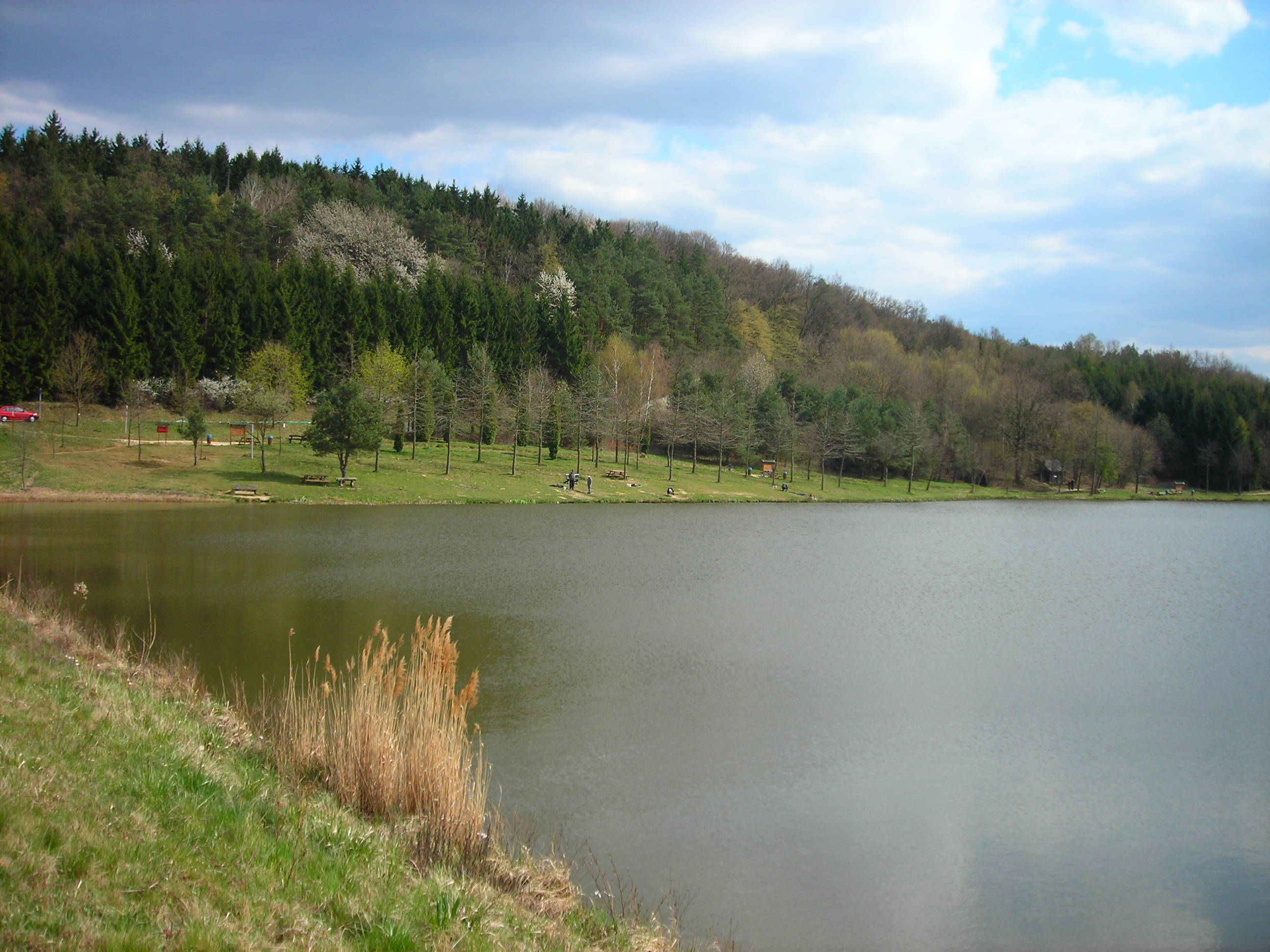
Parque Nacional de Őrség

Parque Nacional de Őrség (em húngaro:  Őrségi Nemzeti Park) é um parque nacional húngaro estabelecido em 2002 com uma área total de 440 quilómetros quadrados.
A região leva o nome de Őrség (que significa "posto de vigia") dos magiares que, para defender os portões ocidentais, construíram postos de vigia nesta terra. Ao longo dos séculos, a paisagem foi moldada pela agricultura em pequenos trechos mantendo a harmonia nas relações com a natureza e preservando a diversidade.